# Kluyveromyces marxianus
Kluyveromyces marxianus  es una especie de levadura en el género Kluyveromyces  y es la forma sexual  (teleomorfa) de Candida kefyr (sinónimo de Saccharomyces kefir).  
Kluyveromyces marxianus se usa comercialmente para producir la enzima lactasa similar al  uso de otros hongos como los del género Aspergillus.